# Väderstad

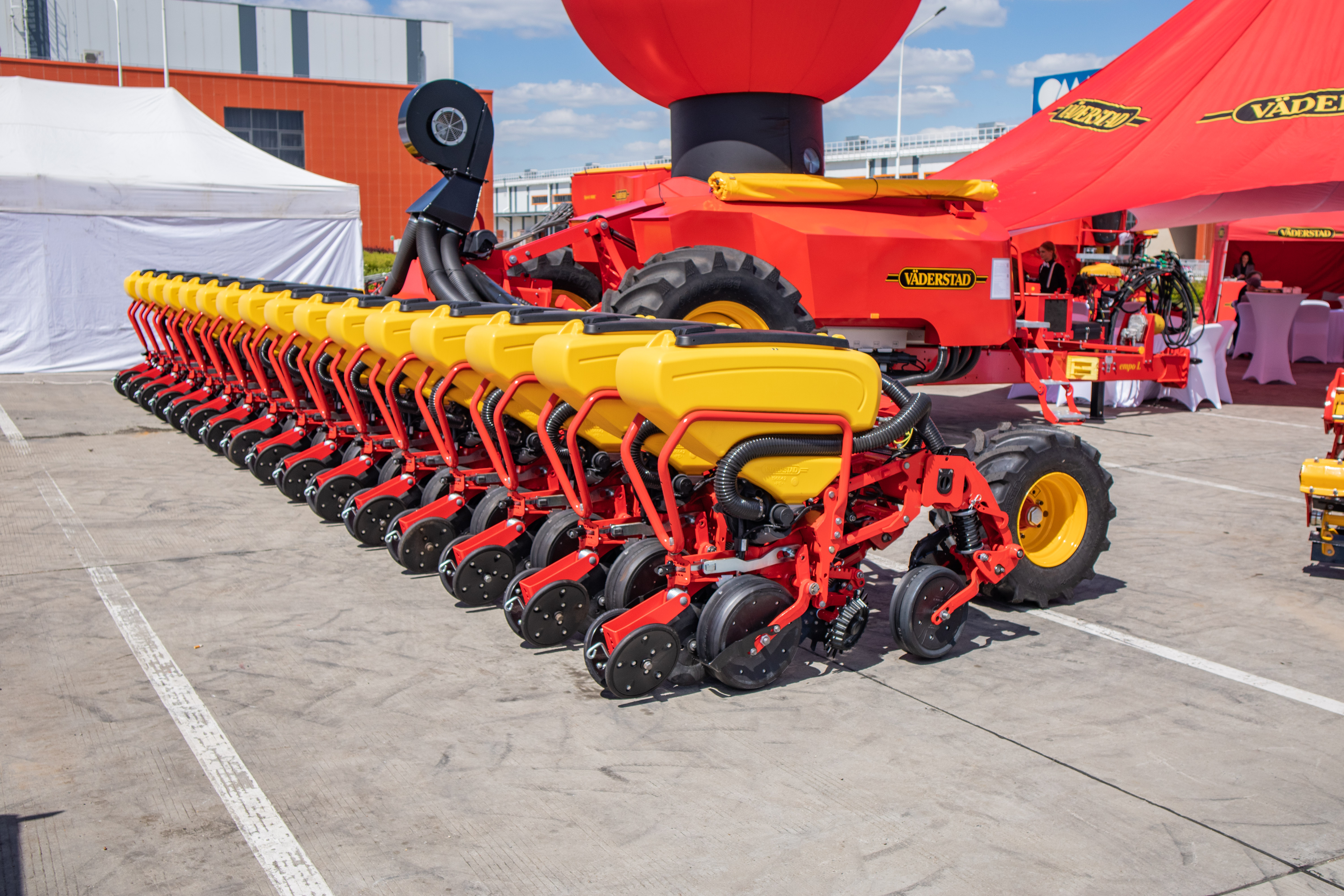

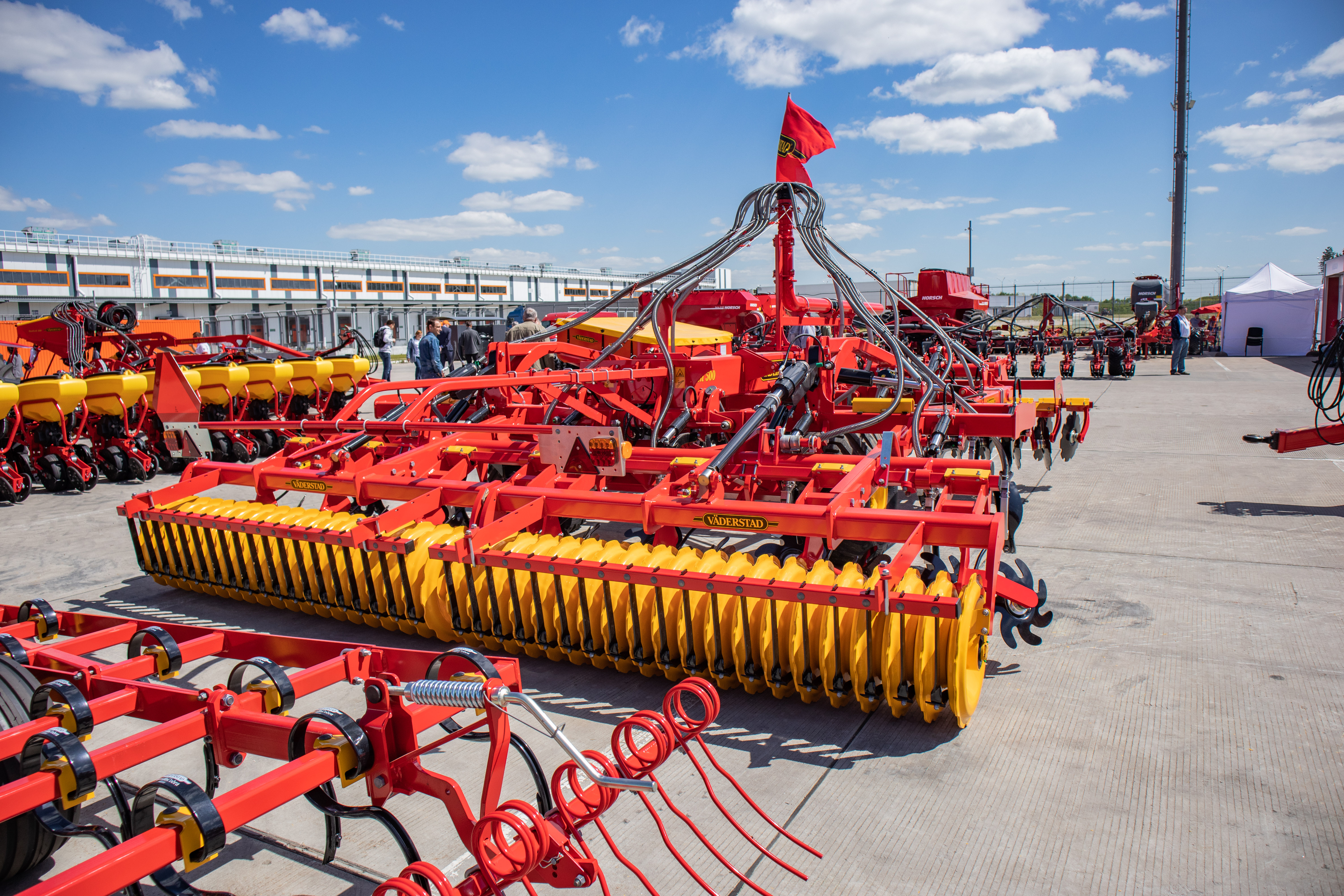

Väderstad (по-русски пишется Вадерштад) — шведская семейная компания по производству техники для почвообработки и сева. Головной офис компании находится в г. Вадерштад, Швеция. Дочерние компании и представительства открыты в 42 странах, в их числе Канада, Россия, Великобритания, Германия и Украина.
В группу компании Väderstad входят три завода, два из которых находятся в Швеции и один в Канаде. На заводах Väderstad работают 1200 сотрудников. Для производства изнашивающихся деталей используется высококачественная шведская сталь V-55 собственного производства.

## История компании
В 1962 году фермер Руне Старк заменил деревянную раму на зубовой бороне на стальную. Это усовершенствование значительно увеличило износостойкость детали и позволило использовать 1 раму на протяжении многих сезонов, а также значительно экономило время на обработку почвы. Следующим шагом было проектирование складной гидравлической рамы, что решало проблему транспортировки зубовой бороны между полями. Данное новшество получило широкую огласку среди соседей и привело к первым заказам и появлению собственной производственной линии в мастерской «Rune Starks Mekaniska».
К первой половине 70х мастерская стала известной по всей Швеции как производитель зубовых борон с жесткой рамой и культиваторов. Товарооборот увеличился с 5 до почти 25 миллионов шведских крон. Появились заказы от крупных хозяйств. Культиваторы стали экспортироваться в Германию и Южную Африку. С увеличением количества производимых машин появилась потребность и в увеличении производственной линии.
В 1972 году был построен завод в г. Вадерштад. Мастерская была переименована в Väderstad-Verken AB.
К концу 2006 года Väderstad приобетает 49 процентов канадской компании Seed Hawk, производителя технологий прямого посева.
С 2005 года машины Väderstad поставляются в Россию.

## Награды
1. 2020 год, Международная специализированная выставка сельскохозяйственной техники АГРОСАЛОН, Российская Федерация, г. Москва: золотая медаль за систему дозирования семян и контроля забивания сошников SeedEye.
2. 2019, Агритехника, Германия, Ганновер: премия «Машина года» в категории «Сеялки» за сеялку точного высева Väderstad Tempo с системой автоматического контроля междурядья WideLining.
3. 2018, Агритехника, Германия, Ганновер: премия «Машина года» в категории «Обработка почвы» за дисковый культиватор Väderstad Carrier c CrossCutter Disc.
4. 2017, Шведская королевская академия инженерных наук, Швеция, Стокгольм: поощрительная премия за систему контроля Väderstad E-Control.